# Ptychocheilus oregonensis
Espèce
Statut de conservation UICN

 LC  : Préoccupation mineure
La sauvagesse du Nord (Ptychocheilus oregonensis) est un poisson de la famille des Cyprinidés présent dans l'ouest de l'Amérique du Nord.

## Description
La femelle atteint sa maturité sexuelle vers six ans, les mâles entre trois et cinq ans. Ils peuvent vivre jusque quinze ans en atteignant une longueur de soixante centimètres pour une masse moyenne d'environ 3,5 kg. La masse record est toutefois d'environ 6 kg. La femelle peut pondre 30 000 œufs sur une année. Prédateurs, ils se nourrissent d'œufs d'autres poissons ou d'alevins. Ils apprécient les eaux calmes comme des lacs ce qui explique que leur population s'est développée à l'insu d'autres espèces comme le saumon à la suite de la création de barrages sur le fleuve Columbia. Certaines administrations favorisent ainsi sa pêche pour réduire son impact sur les stocks de saumons dans certaines régions.